# Redłowský mys
Redłowský mys, polsky Cypel Redłowski, je mys, který se nachází na pobřeží Gdaňského zálivu Baltského moře, ve čtvrti Redłowo města Gdyně v Pomořském vojvodství v severním Polsku. Je to nejvýchodnější část města Gdyně. Společně s útesem Klif Orłowski patří mezi populární cíle výletů v přírodní rezervaci (Rezerwat przyrody Kępa Redłowska). Mys je silně poškozován přirozenou erozivní činností Baltského moře. K mysu vedou turistické stezky a cyklostezky.